# Скірченська сільська рада
Скі́рченська сільська́ ра́да — адміністративно-територіальна одиниця та орган місцевого самоврядування в Горохівському районі Волинської області. Адміністративний центр — село Скірче.

## Загальні відомості
- Територія ради: 21,69 км²
- Населення ради: 613 осіб (станом на 2001 рік). Кількість дворів — 227.
- Територією ради протікає річка Чорногузка.

## Населені пункти
Сільраді підпорядковані населені пункти:
- с. Скірче
- с. Жуковець

## Населення
Згідно з переписом УРСР 1989 року чисельність наявного населення сільської ради становила 1206 осіб, з яких 543 чоловіки та 663 жінки.
За переписом населення України 2001 року в сільській раді мешкало 570 осіб.

### Мова
Розподіл населення за рідною мовою за даними перепису 2001 року:
| Мова       | Відсоток |
| ---------- | -------- |
| українська | 99,84 %  |
| російська  | 0,16 %   |

## Господарська діяльність
В Бранівській сільській раді працює 1 школа: неповна середня, будинок культури, бібліотека, 2 медичні заклади, 1 відділення зв'язку, 1 АТС на 25 номери, 4 торговельні заклади.

## Склад ради
Рада складається з 12 депутатів та голови.
- Голова ради: Федонюк Світлана Никифорівна
- Секретар ради:

### Керівний склад попередніх скликань
| Прізвище, ім'я, по батькові   | Основні відомості                                                                                  | Дата обрання | Дата звільнення |
| ----------------------------- | -------------------------------------------------------------------------------------------------- | ------------ | --------------- |
| Чехурський Ярослав Сергійович | Сільський голова, 1959 року народження, освіта вища                                                | 26.03.2006   | 31.10.2010      |
| Чехурський Ярослав Сергійович | Сільський голова, 1959 року народження, освіта вища, член Всеукраїнського об'єднання «Батьківщина» | 31.10.2010   | 09.09.2012      |
| Лизун Микола Петрович         | Сільський голова, 1955 року народження, освіта вища, член Партії регіонів                          | 09.09.2012   | 25.10.2015      |
| Федонюк Світлана Никифорівна  | Сільський голова, 1975 року народження, освіта професійно-технічна, безпартійна                    | 25.10.2015   |                 |

Примітка: таблиця складена за даними сайту Верховної Ради України та ЦВК

### Депутати VII скликання
За результатами місцевих виборів 2015 року депутатами ради стали:

#### За суб'єктами висування
| Суб'єкт висування             | Кількість обраних депутатів | %     |
| ----------------------------- | --------------------------- | ----- |
| Самовисування                 | 11                          | 91.67 |
| Радикальна партія Олега Ляшка | 1                           | 8.33  |

#### За округами
| № округу | Прізвище, ім'я, по батькові      | Ким висунуто                  | Дата нар.  | Освіта              | Партійна приналежність                                        | Відомості                                           |
| -------- | -------------------------------- | ----------------------------- | ---------- | ------------------- | ------------------------------------------------------------- | --------------------------------------------------- |
| 1        | Дорош Ольга Миколаївна           | Самовисування                 | 04.03.1969 | професійно-технічна | безпартійна                                                   | Поштовий зв'язок с. Скірче, начальник відділення    |
| 2        | Андріюк Емілія Леонідівна        | Самовисування                 | 28.06.1979 | професійно-технічна | член політичної партії Всеукраїнське об'єднання «Батьківщина» | Магазин, підприємець                                |
| 3        | Смаль Тетяна Петрівна            | Самовисування                 | 30.09.1980 | професійно-технічна | безпартійна                                                   | Скірченська сільська рада, прибиральниця            |
| 4        | Хамулка Світлана Петрівна        | Самовисування                 | 12.05.1977 | професійно-технічна | безпартійна                                                   | Будинок культури, директор                          |
| 5        | Рожило Віталій Володимирович     | Самовисування                 | 04.08.1957 | професійно-технічна | безпартійний                                                  | Не працює, пенсіонер                                |
| 6        | Тивонюк Мирослава Миколаївна     | Самовисування                 | 06.01.1968 | професійно-технічна | безпартійна                                                   | Не працює                                           |
| 7        | Данилюк Галина Іванівна          | Самовисування                 | 27.04.1974 | вища                | безпартійна                                                   | Скірченська ЗОШ І-ІІ ст., вчитель початкових класів |
| 8        | Левичкіна Марія Олексіївна       | Самовисування                 | 28.04.1962 | професійно-технічна | безпартійна                                                   | Скірченська сільська рада, головний бухгалтер       |
| 9        | Головчун Олександр Володимирович | Самовисування                 | 30.01.1995 | професійно-технічна | безпартійний                                                  | Скірченська сільська рада, землевпорядник           |
| 10       | Смущук Василь Євгенович          | Радикальна партія Олега Ляшка | 02.01.1974 | професійно-технічна | безпартійний                                                  | Не працює                                           |
| 11       | Смушук Тетяна Вікторівна         | Самовисування                 | 18.09.1976 | професійно-технічна | безпартійна                                                   | СГПП «Дружба», доглядач ВРХ                         |
| 12       | Кондращук Наталія Іванівна       | Самовисування                 | 07.07.1991 | професійно-технічна | безпартійна                                                   | Не працює                                           |